# Franz Dula
Franz Caspar Josef Matthias Dula (* 10. März 1814 in Luzern; † 30. Januar 1892 in Baden, heimatberechtigt in Buttisholz) war ein Schweizer Lehrer und Politiker.

## Leben
Als Sohn eines Schuhmachers geboren, studierte Dula nach dem Besuch des Gymnasiums in Luzern Geschichte und Pädagogik in Jena. Während seines Studiums wurde er 1833 Mitglied der Burschenschaft Arminia auf dem Burgkeller. Nach seinem Studium wurde er 1836 Sekundarlehrer in Luzern und 1842 in Reinach im Kanton Aargau, wo er 1847 Schulinspektor wurde. 1847 wurde er in den  Regierungsrat des Kantons Luzern gewählt, der er bis 1849 angehörte. Danach wurde er Direktor des Lehrerseminars in Rathausen. Von 1859 bis 1867 gehört er dem Luzerner Grossrat an. Er war Präsident der Schweizerischen Gemeinnützigen Gesellschaft. 1867 wurde er Direktor am Lehrerseminar Wettingen, wo er 1886 als Leiter zurücktrat und noch bis 1891 als Lehrer tätig war.

## Ehrungen

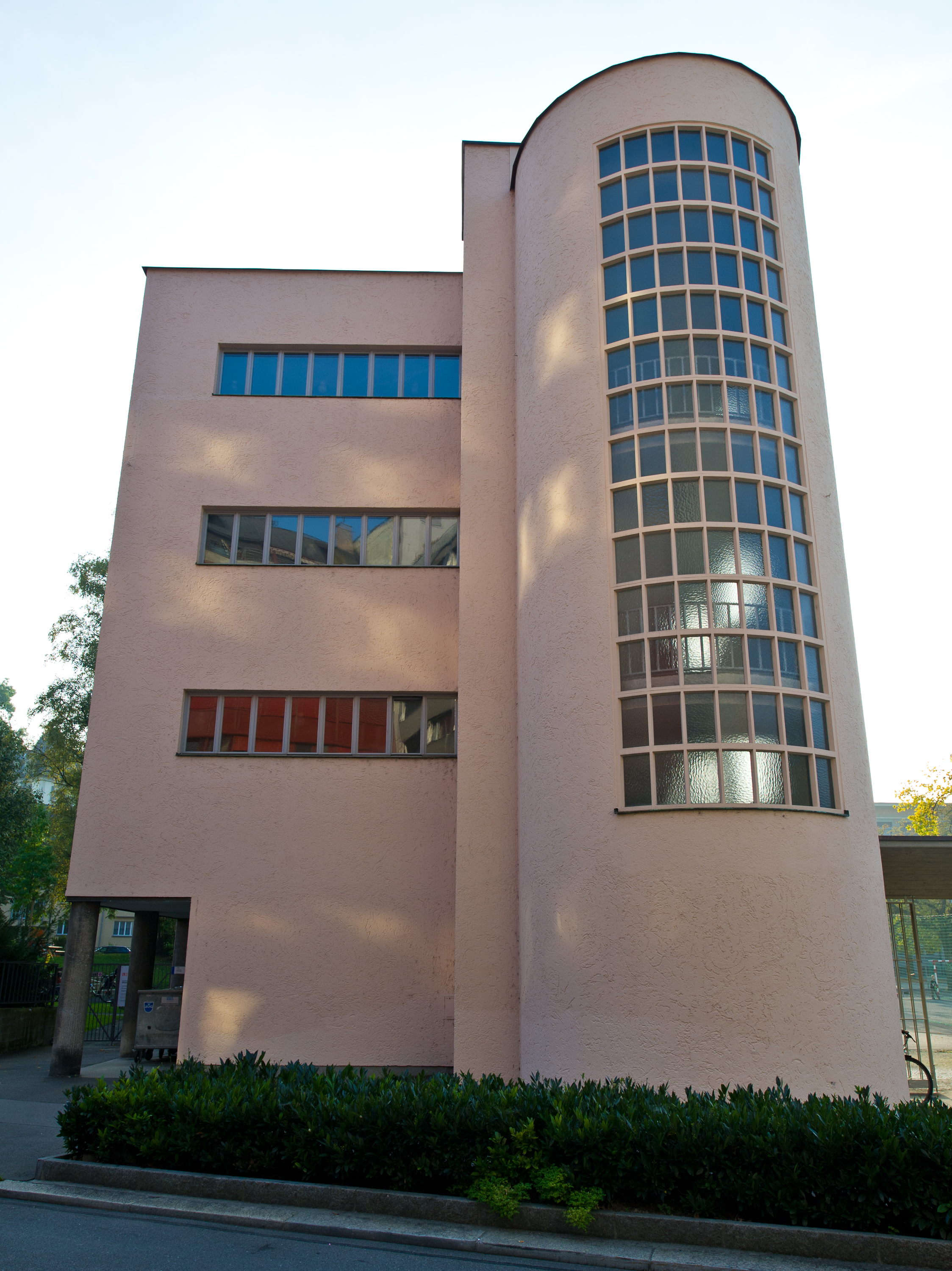
Das Dula-Schulhaus in Luzern

- 1857: Ehrendoktor (Dr. phil. h. c.) der Universität Jena
- Das Luzerner Dula-Schulhaus wurde nach ihm benannt

## Schriften
- Über die Bildung der Mädchen für das Haus und die Familie. In: Schweizerische Zeitschrift für Gemeinnützigkeit. 1869.